# A Fazenda
A Fazenda é um reality show brasileiro produzido pela Teleimage e exibido pela Record desde 31 de maio de 2009, sendo uma versão do reality show sueco The Farm. Desde 2021 é apresentado pela comunicadora Adriane Galisteu. Entre 2009 e 2014 foi apresentado por Britto Júnior, por Roberto Justus entre 2015 e 2017 e por Marcos Mion entre 2018 e 2020. A direção-geral fica a cargo de Fernando Viudez e a direção de programa de Daniel Ariano e Ivan von Simson. O reality é exibido de setembro a dezembro, sob a direção de núcleo de Rodrigo Carelli.
O reality show mostra um lado desconhecido dos participantes que serão testados em tarefas típicas do meio rural, isolados do mundo exterior e dos meios de comunicação de massa (como jornais, telefones, televisão e internet), tendo todos os passos seguidos pelas câmeras 24 horas por dia, sem privacidade por três meses e ainda provar que são inteligentes e fortes o bastante para aguentar as armadilhas de um confinamento. Eles têm que lidar com questões comuns ao meio artístico, como vaidade e opinião pública, além de temas bem pessoais, como amizade, amor, raiva e a saudade de casa. Os concorrentes competem pela chance de ganhar o grande prêmio, evitando a eliminação semanal, até a última celebridade permanecer no final da temporada.
No Brasil, além das transmissões diárias na Record, é exibido em pay-per-view (PPV) pela plataforma de streaming RecordPlus, sendo este exclusivo para assinantes. Em 2012, A Record exibiu um derivado do reality com participantes anônimos, intitulado Fazenda de Verão e contou com apresentação de Rodrigo Faro.

## O programa
Até 2024, já foram realizadas 16 temporadas de A Fazenda. Apenas as duas primeiras estrearam no mesmo ano (2009), com apenas 84 dias entre o fim de uma e o início de outra. Até o ano de 2014, o reality show não possuía uma estação fixa na programação da emissora (houve edições exibidas de maio a agosto, novembro a fevereiro, julho a outubro e junho a setembro).
Os meses de exibição atual (setembro a dezembro) vigoram desde A Fazenda 7 (2014). No entanto, de forma esporádica, A Fazenda 3 já havia sido exibida entre esses meses, em 2010.

### Apresentadores
| Apresentador(a)  | Temporadas | Temporadas | Temporadas | Temporadas | Temporadas | Temporadas | Temporadas | Temporadas | Temporadas | Temporadas | Temporadas | Temporadas | Temporadas | Temporadas | Temporadas | Temporadas | Temporadas |
| Apresentador(a)  | 1          | 2          | 3          | 4          | 5          | 6          | 7          | 8          | 9          | 10         | 11         | 12         | 13         | 14         | 15         | 16         | 17         |
| ---------------- | ---------- | ---------- | ---------- | ---------- | ---------- | ---------- | ---------- | ---------- | ---------- | ---------- | ---------- | ---------- | ---------- | ---------- | ---------- | ---------- | ---------- |
| Britto Júnior    |            |            |            |            |            |            |            |            |            |            |            |            |            |            |            |            |            |
| Roberto Justus   |            |            |            |            |            |            |            |            |            |            |            |            |            |            |            |            |            |
| Marcos Mion      |            |            |            |            |            |            |            |            |            |            |            |            |            |            |            |            |            |
| Adriane Galisteu |            |            |            |            |            |            |            |            |            |            |            |            |            |            |            |            |            |

Galeria de apresentadores
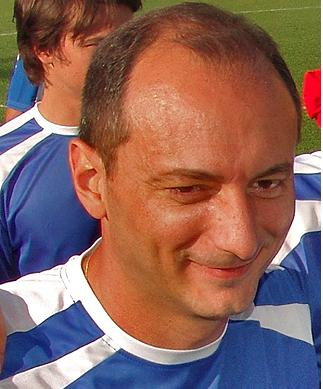
Britto Júnior (2009—2014)
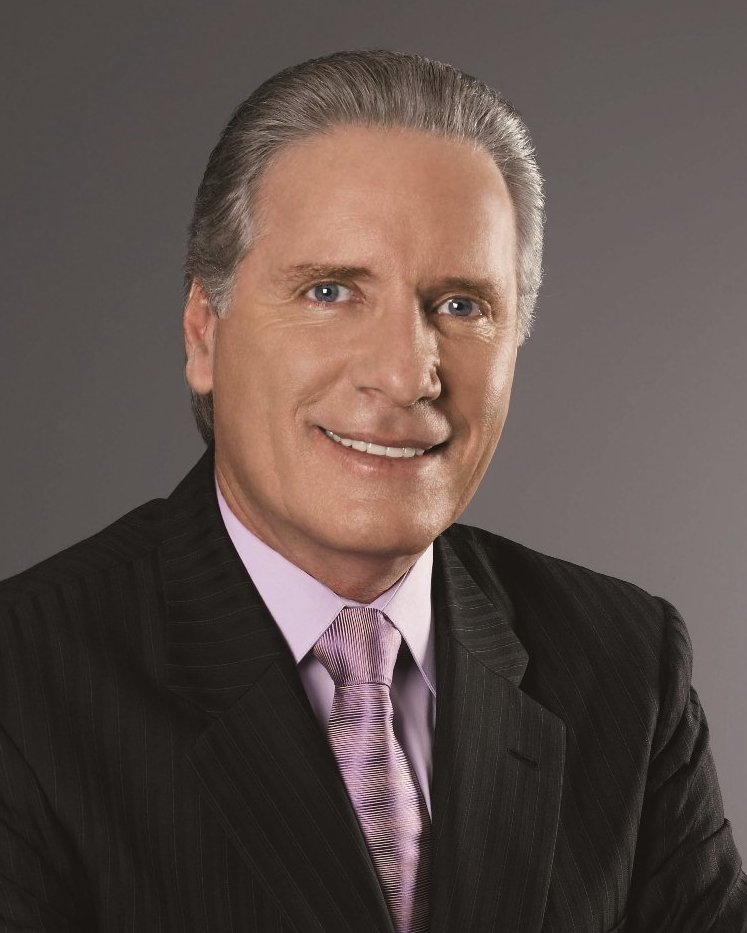
Roberto Justus (2015—2017)
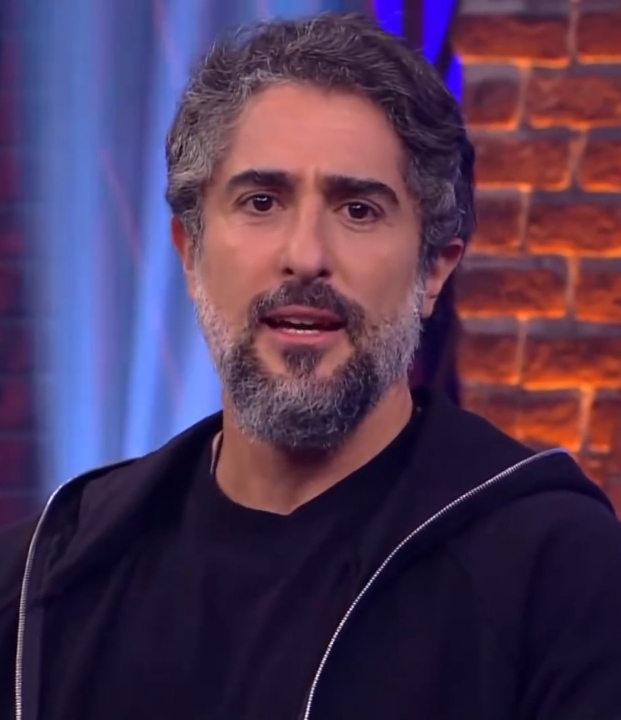
Marcos Mion (2018—2020)
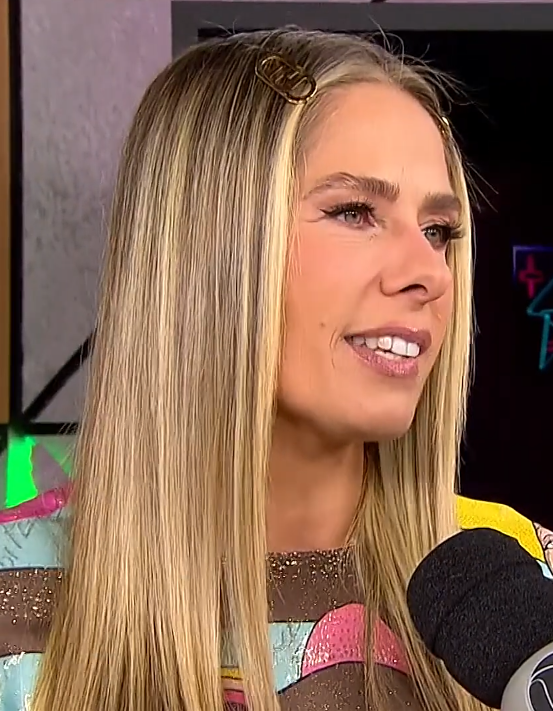
Adriane Galisteu (2021—presente)

### Premiações
| Temporada | Temporada | Vencedor(a)                    | 2º lugar              | 3º lugar                             | 4º lugar                             |
| --------- | --------- | ------------------------------ | --------------------- | ------------------------------------ | ------------------------------------ |
|           | 1         | R$ 1 milhão                    | Carro zero quilômetro | Prêmio acumulado durante a temporada | Prêmio acumulado durante a temporada |
|           | 2         | R$ 1 milhão                    | Carro zero quilômetro | Prêmio acumulado durante a temporada | Prêmio acumulado durante a temporada |
|           | 3         | R$ 2 milhões                   | Carro zero quilômetro | Prêmio acumulado durante a temporada | Prêmio acumulado durante a temporada |
|           | 4         | R$ 2 milhões                   | Carro zero quilômetro | Prêmio acumulado durante a temporada | Prêmio acumulado durante a temporada |
|           | 5         | R$ 2 milhões                   | Carro zero quilômetro | Prêmio acumulado durante a temporada | Prêmio acumulado durante a temporada |
|           | 6         | R$ 2 milhões                   | Carro zero quilômetro | Prêmio acumulado durante a temporada | Prêmio acumulado durante a temporada |
|           | 7         | R$ 2 milhões                   | Carro zero quilômetro | Prêmio acumulado durante a temporada | Prêmio acumulado durante a temporada |
|           | 8         | R$ 2 milhões                   | Carro zero quilômetro | Prêmio acumulado durante a temporada | Prêmio acumulado durante a temporada |
|           | 9         | R$ 1,5 milhão                  | Carro zero quilômetro | Prêmio acumulado durante a temporada | Prêmio acumulado durante a temporada |
|           | 10        | R$ 1,5 milhão                  | Carro zero quilômetro | Prêmio acumulado durante a temporada | Prêmio acumulado durante a temporada |
|           | 11        | R$ 1,5 milhão                  | Carro zero quilômetro | Prêmio acumulado durante a temporada | Prêmio acumulado durante a temporada |
|           | 12        | R$ 1,5 milhão                  | Carro zero quilômetro | Prêmio acumulado durante a temporada | Prêmio acumulado durante a temporada |
|           | 13        | R$ 1,5 milhão                  | Carro zero quilômetro | Prêmio acumulado durante a temporada | Prêmio acumulado durante a temporada |
|           | 14        | R$ 1,5 milhão                  | Carro zero quilômetro | Prêmio acumulado durante a temporada | Prêmio acumulado durante a temporada |
|           | 15        | R$ 1,5 milhão + Carro elétrico | R$ 100 mil            | R$ 50 mil                            | Prêmio acumulado durante a temporada |
|           | 16        | R$ 2 milhões                   | R$ 100 mil            | R$ 50 mil                            | Prêmio acumulado durante a temporada |

## Temporadas
| Temporadas | Temporadas   | Episódios | Dias | Exibição original      | Exibição original       |
| Temporadas | Temporadas   | Episódios | Dias | Estreia da temporada   | Final da temporada      |
| ---------- | ------------ | --------- | ---- | ---------------------- | ----------------------- |
|            | A Fazenda 1  | 85        | 85   | 31 de maio de 2009     | 23 de agosto de 2009    |
|            | A Fazenda 2  | 88        | 88   | 15 de novembro de 2009 | 10 de fevereiro de 2010 |
|            | A Fazenda 3  | 85        | 85   | 28 de setembro de 2010 | 21 de dezembro de 2010  |
|            | A Fazenda 4  | 86        | 86   | 19 de julho de 2011    | 12 de outubro de 2011   |
|            | A Fazenda 5  | 93        | 93   | 29 de maio de 2012     | 29 de agosto de 2012    |
|            | A Fazenda 6  | 99        | 99   | 23 de junho de 2013    | 29 de setembro de 2013  |
|            | A Fazenda 7  | 88        | 88   | 14 de setembro de 2014 | 10 de dezembro de 2014  |
|            | A Fazenda 8  | 77        | 77   | 23 de setembro de 2015 | 8 de dezembro de 2015   |
|            | A Fazenda 9  | 87        | 87   | 12 de setembro de 2017 | 7 de dezembro de 2017   |
|            | A Fazenda 10 | 87        | 87   | 18 de setembro de 2018 | 13 de dezembro de 2018  |
|            | A Fazenda 11 | 87        | 87   | 17 de setembro de 2019 | 12 de dezembro de 2019  |
|            | A Fazenda 12 | 101       | 103  | 8 de setembro de 2020  | 17 de dezembro de 2020  |
|            | A Fazenda 13 | 94        | 96   | 14 de setembro de 2021 | 16 de dezembro de 2021  |
|            | A Fazenda 14 | 94        | 96   | 13 de setembro de 2022 | 15 de dezembro de 2022  |
|            | A Fazenda 15 | 94        | 96   | 19 de setembro de 2023 | 21 de dezembro de 2023  |
|            | A Fazenda 16 | 95        | 96   | 16 de setembro de 2024 | 19 de dezembro de 2024  |
|            | A Fazenda 17 | 95        | 96   | 15 de setembro de 2025 | dezembro de 2025        |

### Derivados
| Temporadas | Temporadas       | Episódios | Dias | Exibição original     | Exibição original     |
| Temporadas | Temporadas       | Episódios | Dias | Estreia da temporada  | Final da temporada    |
| ---------- | ---------------- | --------- | ---- | --------------------- | --------------------- |
|            | Fazenda de Verão | 79        | 93   | 31 de outubro de 2012 | 30 de janeiro de 2013 |

## A sede
Para a realização de A Fazenda, uma propriedade de mais de 150 mil metros quadrados em Itu, no interior de São Paulo, foi originalmente preparada, com a instalação de câmeras, torres de luz, microfones e toda a infraestrutura necessária para essa superprodução da Record. Após oito edições, o reality show deixa o sítio Toca dos Leões, sede de Itu, por questões de logística de produção e migra para o sítio Toca do Tuim, em Itapecerica da Serra (Região metropolitana de São Paulo).
São realizadas diversas alterações na decoração e nos cômodos em cada temporada do programa. O quarto da sede tem camas de solteiro e de casal. A área externa conta com uma casa da árvore, jacuzzi e academia, além de espaços confortáveis com sofás e puffs ao ar livre. As votações da Roça e as festas são realizadas em um deck externo.
Corredores internos não acessíveis aos participantes, chamados pela produção de camera cross, são reservados para as câmeras que registram o que acontece na sede por detrás dos espelhos. As câmeras, são manuais e robóticas, posicionadas em pontos estratégicos. No total, mais de 50 câmeras registram o dia a dia do confinamento dos participantes. As imagens são controladas na central de edição do programa que fica em um anexo à sede.
Até a quarta temporada a sede contava com a Casa da Roça, abrigo dos confinados antes da eliminação, um lugar totalmente desconfortável. A partir da quinta temporada a Casa da Roça é extinta e passa a vigorar o Celeiro, um depósito de materiais que os peões usam para cuidar dos bichos, mas também é onde os peões que perderam o direito de ficar na sede (perdedores da Prova da Chave) passam alguns dias, dormindo em esteiras de palha e usando o fogão a lenha. A partir da oitava temporada, é introduzida a Baia, no local, os participantes dormem na companhia de cavalos, de maneira similar ao Celeiro. Na décima segunda temporada, a Baia ganhou uma cama estilo beliche, além das duas acomodações habituais.
A despensa da sede possui mantimentos, produtos de higiene, remédios básicos de farmácia e de uso contínuo, disponibilizados pela produção do programa. Lá também são deixados os trajes das festas e das provas, materiais para a realização de atividades, fichas de comunicado da produção e malas dos participantes roceiros.
O banheiro da sede é privativo, não há câmera neste espaço reservado. Existe uma área que fica separada apenas para os peões fumantes, onde é necessário seguir algumas regras específicas para a sua utilização, por exemplo, se algum peão fuma fora do espaço reservado, ele é punido. Por questão de classificação etária esse espaço não é mostrado na TV.

## Formato
Este formato foi originalmente criado em 2001 pela produtora sueca Strix e produzida em associação com a Sony Entertainment e Endemol, já foi apresentado com sucesso em mais de 40 países, como as edições da Alemanha, Reino Unido, Líbano, França, Grécia, Chile, Hungria e Turquia.
A cada temporada, 16 ou até 20 celebridades – como atores, cantores, modelos e personalidades da mídia – tornam-se "peões" e precisam provar desenvoltura com o campo: acordar muito cedo, ordenhar vacas, dar banho em cavalos, recolher os ovos das galinhas, plantar, colher, aprender a lidar com carroças, arados e tudo mais que envolve este universo. A atração é exibida diariamente e dura cerca de três meses.
- Fazendeiro da Semana: O Fazendeiro da Semana é o responsável por delegar as tarefas na Fazenda durante uma semana, ficando imune neste período. Além disso, tem a obrigação de indicar um dos três competidores que vão para a Roça. A cada semana é realizada uma prova, ao vivo, para a seleção de um Fazendeiro, é possível a um concorrente assumir o chapéu de fazendeiro por mais de uma vez.
- Tá na Roça (popularmente chamada de Roça): Toda semana, três participantes são indicados à Roça e passam pela votação do público. O telespectador, escolhe qual celebridade será eliminada por meio de votação, que é realizada por telefone (extinto em A Fazenda 4), SMS (extinto em A Fazenda 4), e internet através do site do R7, podendo votar quantas vezes desejar, com a eliminação sendo anunciada ao vivo nas quintas-feiras. O procedimento é repetido todas as semanas até o fim do programa. O mais votado pelos participantes enfrenta o indicado pelo fazendeiro na Roça. Em caso de empate entre os mais votados pelos participantes, o voto de minerva cabe ao fazendeiro.
- Prova de Fogo: Na Prova de Fogo (ou Desafio Semanal, durante as primeiras quatro temporadas, ou Prova da Chave, a partir da quinta até a nona temporada) os competidores, exceto o Fazendeiro da Semana, realizam um desafio no campo de provas, que pode testar a habilidade, destreza, inteligência, força, resistência, ou até mesmo a sorte dos competidores. Até a 4° temporada, o perdedor do desafio era automaticamente indicado para a Roça. A Prova da Chave dava o direito a um competidor de ser o guardião de uma Arca, dentro dessa arca poderia existir um, dois, três ou até mais envelopes. Os envelopes poderiam trazer benefícios ou malefícios na dinâmica do jogo, além de prêmios. Na nona temporada, a Arca foi substituída por um Container  e na décima temporada é substituído por um Lampião. A Prova de Fogo da o direito a um competidor de ser o guardião de um Lampião, dentro desse lampião existe duas chamas. As chamas podem trazer benefícios ou malefícios na dinâmica do jogo, além de prêmios. A partir da décima terceira temporada, o público passou a decidir o poder do lampião através de uma votação com as três opções.
- Baia: A Baia (ou Casa da Roça, durante as primeiras quatro temporadas, ou Celeiro, a partir da quinta até a sétima temporada) é o local onde os cavalos dormem, mas também onde a cada semana peões são enviados para passar alguns dias após a perda do direito de permanecer na sede. O perdedor da Prova de Fogo deve indicar dois integrantes, da mesma equipe ou da outra equipe, para passar uma semana completa na Baia com ele.
- Paiol: Incluso na décima terceira temporada, dez participantes (na décima terceira temporada foram quatro e na décima quarta foram cinco) pré-selecionados pela produção do programa, ficam confinados em um canto separado da sede durante três dias, passando pela avaliação do público enquanto ficam sob votação popular. Apenas os quatro mais votados (dois homens e duas mulheres) são selecionados para se juntar com outros peões. Em A Fazenda 13 e 14, apenas um dos pré-confinados eram escolhidos para entrar na sede.[20]
- Rancho do Fazendeiro: Introduzido a partir da décima quarta temporada, o rancho é um lugar onde o Fazendeiro da Semana ficará durante o seu mandato, onde terá acesso a mais regalias e luxos, além de poder levar seus colegas e aliados para elaborar estratégias de jogo. Pode-se dizer que tem um funcionamento muito parecido com o Quarto do Líder, do programa Big Brother Brasil.[21]

Os dois, três ou quatro que resistirem até a final, entre intrigas, festas, desafios e eliminações, ficando para o público decidir o grande vencedor de A Fazenda, por meio de votação, aquele que levará para casa o prêmio principal de R$ 1,5 milhão. Durante as primeiras duas temporadas, o prêmio principal foi de R$ 1 milhão de reais, a partir da terceira temporada, o prêmio subiu para R$ 2 milhões, da nona temporada a décima quinta temporada, o prêmio principal passou a ser R$ 1,5 milhão e na décima sexta temporada, voltou a ser 2 milhões, além dos R$ 500 mil distribuídos aos participantes ao longo da temporada.

### Dinâmica do jogo
Em A Fazenda 1, na primeira semana o Fazendeiro foi escolhido por uma votação do público entre os catorze concorrentes. O resultado da votação foi revelado apenas antes do primeiro Desafio Semanal. Já nas temporadas posteriores houve uma prova, na qual o vencedor seria o primeiro a ter o posto. A partir da segunda semana o Fazendeiro é determinado pelo participante eliminado na semana anterior. A escolha do eliminado é feita logo após a sua saída.
Em A Fazenda 2, o cargo de fazendeiro só pode ser de um dos dois participantes sobreviventes ao Tá na Roça. Mas a partir da quarta semana são dadas aos participantes atividades, em que são usados métodos sem os peões saberem que os dão a chance de concorrer ao cargo, estipulado, finalmente, pelo eliminado. A partir da décima primeira semana o posto de Fazendeiro é extinto e cada um dos quatro finalistas deve realizar as tarefas diárias da Fazenda na reta final do programa.
Em A Fazenda 3, uma disputa por R$ 500 mil foi introduzida como recompensa paralela ao prêmio principal de R$ 2 milhões. A novidade movimentou o jogo e causou muitas intrigas, os peões foram divididos em três equipes: Equipe Avestruz, Equipe Coelho e Equipe Ovelha. O objetivo era manter o máximo de integrantes possível, os que sobraram disputaram o prêmio.
Em A Fazenda 4, a Roça passou a ser formada por quatro peões: um indicado pelo fazendeiro, os dois que perderam o desafio semanal e mais um indicado pelos outros peões na votação. O Fazendeiro também sofreu alterações: os quatro roceiros disputam a liberdade da Roça em uma Prova do Fazendeiro, que também garante o cargo de novo Fazendeiro ao vencedor.
Em A Fazenda 5, o primeiro roceiro passa a ser indicado diretamente pelo Fazendeiro, a disputa pelos R$ 500 mil foi extinta e não teve divisão de equipes. A Casa da Roça, que confinava apenas os indicado à Roça, é extinta, e abre-se lugar para uma nova moradia, o Celeiro. Durante a primeira semana, por meio de uma prova, foram indicados 6 participantes, mas 3 participantes conseguiram escapar de serem eliminados. Quando restaram apenas 3 participantes, houve uma votação para decidir quem ficaria de vez na Roça. Os outros 2 participantes disputaram em uma prova uma vaga na sede e o que perdeu, ficou na Roça correndo o perigo da eliminação. O Celeiro foi introduzido sendo o depósito de materiais que os peões usam para cuidar dos bichos, mas também é onde alguns peões que perderam o direito de ficar na sede passam os dias. No local, os participantes dormem em esteiras de palha, usam fogão a lenha, fazem uma atividade extra por semana. É introduzida a Prova da Chave que dava o direito a um competidor de ser o guardião de uma Arca, dentro dessa arca poderia existir um, dois, três ou até mais envelopes. Os envelopes poderiam trazer benefícios ou malefícios na dinâmica do jogo, além de prêmios.
Em A Fazenda 6, a divisão de equipes retornou, sendo: Equipe Avestruz (cor verde e avestruz como símbolo), Equipe Coelho (cor azul e coelho como símbolo) e Equipe Ovelha (cor laranja e ovelha como símbolo). Nesta temporada, cada equipe deve escolher um representante para competir pela arca a cada semana.
Em A Fazenda 7, o Fazendeiro tem o direito de vetar a participação de três participantes na Prova da Chave, deixando apenas dois competidores por desafio. O ganhador se tornava o detentor do Poder da Chave pela semana e o perdedor era mandado para o Celeiro com os outros membros de sua equipe (menos o Fazendeiro, se ele for parte desta equipe) até a formação da Roça. Para uma maior interatividade com o público da internet, foi introduzido o envelope da cor vermelha ao jogo, que através do Twitter da o poder de decisão sobre o poder do envelope conquistado por tal participante, o objetivo é usar a hashtag #AFazendaNãoAbre ou a hashtag #AFazendaAbre, vetando ou não o que pode ser um prêmio especial para o peão em questão, como também um benefício ou malefício a dinâmica do jogo.
Em A Fazenda 8, houve duas equipes, sendo: Equipe Machado (cor azul e machado como símbolo) e Equipe Serrote (cor amarela e serrote como símbolo). A Baia é introduzida nesta temporada, no local, os competidores dormem na companhia de cavalos, que funciona de maneira similar ao Celeiro, onde o vencedor da Prova da Chave deve indicar um integrante de cada equipe para passar uma semana completa na Baia, assim como o perdedor da prova. Nesta temporada, o terceiro indicado a roça é definido pelo segundo indicado, podendo ser apenas um dos excluídos da Baia.
Em A Fazenda 9: Nova Chance, edição especial de A Fazenda, foi a primeira a contar com o elenco completo de ex-participantes de realitys que não venceram suas edições. Nesta temporada também houve divisão de grupos, sendo: Equipe Ferro (cor verde e ferro como símbolo) e Equipe Fogo (cor roxa e fogo como símbolo). É introduzida a Prova da Chave Especial, que é disputada pela equipe que angariou o maior número de competidores até a nona semana. A Arca, objeto que guarda os poderes da Prova da Chave, foi substituída por um Container. Nesta temporada o valor de R$ 500 mil passa a ser recompensa paralela ao prêmio principal de R$ 1,5 milhão.
Em A Fazenda 10: Mais Conectada, passou a vigorar a Cabine de Descompressão, que recebe os eliminados da semana, logo depois, da sua eliminação. Assim como nas últimas temporadas, os confinados seriam divididos em dois grupos: Equipe Água (cor azul e água como símbolo) e Equipe Terra (cor marrom e terra como símbolo), sendo divididos após uma dinâmica. Nesta temporada, a Prova da Chave passa a se chamar Prova de Fogo e o Container é substituído por um Lampião. Assim como nas temporadas anteriores, a equipe que manteve o maior número de competidores disputaram os prêmios da Prova de Fogo Especial.
Em A Fazenda 11, os confinados seriam divididos em dois grupos: Equipe Sol (cor laranja e Sol como símbolo) e Equipe Lua (cor azul e Lua como símbolo). Assim como nas temporadas anteriores, a equipe que manteve o maior número de competidores disputaram os prêmios da Prova de Fogo Especial.
A partir de A Fazenda 12, passou a vigorar o jogo individual, sendo assim, não há divisão de equipes. É introduzida a dinâmica dos Ovos Dourados (ou Roleta Caipira) como forma de sortear os competidores que disputaram a Prova de Fogo. Nesta temporada a formação da Roça volta a ser composta por três peões, sendo quatro competidores indicados na votação. Apenas três peões poderão realizar a Prova do Fazendeiro, que é definida pela escolha do quarto indicado a roça, que tira a oportunidade de um dos concorrentes de voltar fazendeiro e se livrar da roça.
A partir de A Fazenda 13, passou a vigorar o Paiol onde quatro participantes ficavam pré-confinados na sede e o público decidiria quem seguiria no jogo e se juntaria aos peões, ficando com a última vaga.
Em A Fazenda 14, foi inaugurado o "Rancho do Fazendeiro", lugar onde o Fazendeiro da Semana chamava outros 3 peões para se juntar a ele em um Espaço VIP.

### Reestruturação
Em 2016, após oito temporadas consecutivas, a emissora decidiu não investir na produção do reality, avaliando que ele estava desgastado no imaginário do público, optando por não exibir uma nova temporada naquele ano. A sede do programa, em Itu, foi desmontada, uma vez que a emissora pretendia retorná-lo em outra cidade, renovando sua estrutura e formato.
Em abril de 2017, a produção da nona temporada foi iniciada, tendo a nova sede construída em Itapecerica da Serra, no interior de São Paulo.

## Participantes
Até a décima sexta edição, A Fazenda já contou com 272 participantes oficiais.
Nota: Os participantes que entraram em duas edições foram contados apenas uma vez. Pepê & Neném, que participaram da 7ª edição como se fossem um único participante, também foram contados apenas uma vez.
| Temporada                                | Temporada            | Finalistas         | Finalistas | Finalistas | Finalistas | Finalistas | Finalistas | Finalistas  | Finalistas  | Outros participantes em ordem de eliminação | Outros participantes em ordem de eliminação | Total |
| Temporada                                | Temporada            | Vencedor(a)        | Vencedor(a) | 2.º lugar | 2.º lugar | 3.º lugar | 3.º lugar | 4.º lugar   | 4.º lugar   | Outros participantes em ordem de eliminação | Outros participantes em ordem de eliminação | Total |
| ---------------------------------------- | -------------------- | ------------------ | --- | --- | --- | --- | --- | ----------- | ----------- | ------------------------------------------- | --- | ----- |
|                                          | A Fazenda            |                    | Dado Dolabella | | Danni Carlos | Final dupla | Final dupla | Final dupla | Final dupla |                                             | Franciely Freduzeski • Bárbara Koboldt • Babi Xavier • Théo Becker • Fabio Arruda • Miro Moreira • Luciele di Camargo • Mirella Santos • Jonathan Haagensen • Fabiana Alvarez • Danielle Souza • Pedro Leonardo • Carlinhos da Silva | 15    |
| A Fazenda 2                              | Karina Bacchi        | André Segatti      | Ana Paula Oliveira • Maria João Abujamra • Adriana Bombom • Andressa Oliveira • Fernando Scherer • Maurício Manieri • Caco Ricci • Sheila Mello • Cacau Melo • MC Leozinho • Igor Cotrim • Mateus Rocha | 14 | | Final dupla | Final dupla | Final dupla | Final dupla |                                             | |       |
| A Fazenda 3                              | Daniel Bueno         | Sérgio Abreu       | | Lizi Benites | Final tripla | Final tripla | Monique Evans • Geisy Arruda • Tico Santa Cruz • Sérgio Mallandro • Nany People • Dudu Pelizzari • Viola • Carlos Carrasco • Andressa Soares • Janaína Jacobina • Ana Carolina Dias • Luiza Gottschalk | 15          |             |                                             | |       |
| A Fazenda 4                              | Joana Machado        | Monique Evans      | Raquel Pacheco | Renata Banhara • François Teles • Duda Yankovich • Taciane Ribeiro • João Kléber • Dani Bolina • Anna Markun • Compadre Washington • Gui Pádua • Dinei • Thiago Gagliasso • Marlon • Valesca Popozuda                  | Final tripla | Final tripla | 16 |             |             |                                             | |       |
| A Fazenda 5                              | Viviane Araújo       | Felipe Folgosi     | Léo Áquilla | Lui Mendes • Gustavo Salyer • Sylvinho Blau-Blau • Shayene Cesário • Rodrigo Capella • Gretchen • Ângela Bismarchi • Diego Pombo • Penélope Nova • Vavá • Simone Sampaio • Robertha Portella • Nicole Bahls            | Final tripla | Final tripla | 16 |             |             |                                             | |       |
| A Fazenda 6                              | Bárbara Evans        | Denise Rocha       | Marcos Oliver | Márcio Duarte • Lu Schievano • Aryane Steinkopf • Rita Cadillac • Ivo Meirelles • Scheila Carvalho • Paulo Nunes • Beto Malfacini • Yudi Tamashiro • Andressa Urach • Yani de Simone • Gominho • Mateus Verdelho       | Final tripla | Final tripla | 16 |             |             |                                             | |       |
| A Fazenda 7                              | DH Silveira          | Babi Rossi         | Heloísa Faissol | Oscar Maroni • Diego Cristo • Roy Rosselló • Lorena Bueri • Cristina Mortágua • Robson Caetano • Felipeh Campos • Débora Lyra • Bruna Tang • Marlos Cruz • Brunninha • Andréia Sorvetão • Leo Rodriguez • Pepê & Neném | Final tripla | Final tripla | 17 |             |             |                                             | |       |
| A Fazenda 8                              | Douglas Sampaio      | Ana Paula Minerato | Luka Ribeiro | Amaral • Edu K • Veridiana Freitas • Ovelha • Thiago Servo • Rebeca Gusmão • Li Martins • Quelynah • Carla Prata • Mara Maravilha • Marcelo Bimbi • João Paulo Mantovani • Rayanne Morais                              | Final tripla | Final tripla | 16 |             |             |                                             | |       |
| A Fazenda 9: Nova Chance                 | Flávia Viana         | Marcos Härter      | Matheus Lisboa | Nicole Bahls • Adriana Bombom • Fabio Arruda • Dinei • Nahim • Conrado • Aritana Maroni • Ana Paula Minerato • Marcelo Zangrandi • Monique Amin • Yuri Fernandes • Rita Cadillac • Monick Camargo                      | Final tripla | Final tripla | 16 |             |             |                                             | |       |
| A Fazenda 10: + Conectada                | Rafael Ilha          | João Zoli          | Caíque Aguiar | Vida Vlatt • Sandro Pedroso • Ana Paula Renault • Perlla • Aloísio Chulapa • Gabi Prado • Nadja Pessoa • Fernanda Lacerda • Luane Dias • Léo Stronda • Cátia Paganote • Felipe Sertanejo • Evandro Santo               | Final tripla | Final tripla | 16 |             |             |                                             | |       |
| A Fazenda 11                             | Lucas Viana          | Hari Almeida       | Diego Grossi | Drika Marinho • Phellipe Haagensen • Aricia Silva • Túlio Maravilha • Tati Dias • Jorge Sousa • Bifão • Andréa Nóbrega • Guilherme Leão • Netto • Thayse Teixeira • Viny Vieira • Rodrigo Phavanello • Sabrina Paiva   | Final tripla | Final tripla | 17 |             |             |                                             | |       |
| A Fazenda 12                             | Jojo Todynho         | Biel               | Stéfani Bays | | Lipe Ribeiro | Fernandinho Beatbox • JP Gadêlha • Rodrigo Moraes • Lucas Cartolouco • Carol Narizinho • Luiza Ambiel • Victória Villarim • Juliano Ceglia • Lucas Selfie • MC Mirella • Raissa Barbosa • Jakelyne Oliveira • Mariano • Mateus Carrieri • Lidi Lisboa • Tays Reis                                          | 20 |             |             |                                             | |       |
| A Fazenda 13: Um Celeiro de Lendas       | Rico Melquiades      | Bil Araújo         | Solange Gomes | Marina Ferrari | Medrado • Liziane Gutierrez • Nego do Borel • Mussunzinho • Erika Schneider • Victor Pecoraro • Lary Bottino • Tati Quebra Barraco • Erasmo Viana • Tiago Piquilo • Valentina Francavilla • Gui Araujo • Dayane Mello • Mileide Mihaile • MC Gui • Aline Mineiro • Dynho Alves • Sthe Matos                               | 22 | |             |             |                                             | |       |
| A Fazenda 14: Um Celeiro de Lendas 2     | Bárbara Borges       | Bia Miranda        | Iran Malfitano | Final tripla | Final tripla | Bruno Tálamo • Ingrid Ohara • Rosiane Pinheiro • Tati Zaqui • Thomaz Costa • Tiago Ramos • Shayan Haghbin • Vini Büttel • Lucas Santos • Alex Gallete • Deborah Albuquerque • Ruivinha de Marte • Kerline Cardoso • Deolane Bezerra • Pétala Barreiros • Ellen Moranguinho • André Marinho • Pelé Milflows | 21 |             |             |                                             | |       |
| A Fazenda 15: Baseado em Histórias Reais | Jaquelline Grohalski | André Gonçalves    | Márcia Fu | | WL Guimarães | Nathalia Valente • Darlan Cunha • Cariúcha • Rachel Sheherazade • Kamila Simioni • Jenny Miranda • Henrique Martins • Sander Mecca • Lucas Souza • Alicia X • Kally Fonseca • Yuri Meirelles • Radamés Furlan • Cezar Black • Shayan Haghbin • Nadja Pessoa • Lily Nobre • Tonzão Chagas                   | 22 |             |             |                                             | |       |
| A Fazenda 16                             | Sacha Bali           | Sidney Sampaio     | Yuri Bonotto | Gui Vieira | Vivi Fernandez • Larissa Tomásia • Raquel Brito • Cauê Fantin • Suelen Gervásio • Julia Simoura • Zaac • Fernanda Campos • Camila Moura • Zé Love • Gizelly Bicalho • Babi Muniz • Fernando Presto • Flora Cruz • Luana Targinno • Flor Fernandez • Albert Bressan • Gilson de Oliveira • Vanessa Carvalho • Juninho Bill | 24 | |             |             |                                             | |       |

### Derivados
O derivado Fazenda de Verão contou com 20 participantes oficiais, que foram pessoas anônimas ao invés de famosos.
| Finalistas | Finalistas     | Finalistas | Finalistas | Finalistas | Finalistas   | Outros participantes em ordem de eliminação | Outros participantes em ordem de eliminação | Total |
| Vencedora  | Vencedora      | 2.º lugar  | 2.º lugar  | 3.º lugar  | 3.º lugar    | Outros participantes em ordem de eliminação | Outros participantes em ordem de eliminação | Total |
| ---------- | -------------- | ---------- | ---------- | ---------- | ------------ | ------------------------------------------- | --- | ----- |
|            | Angelis Borges |            | Ísis Gomes |            | Thyago Gesta |                                             | Claudia Kramer • Gabriela Novaes • Rodrigo Simões • Halan Assakura • Bianca Luperini • Vanderlei do Sacramento • Lucas Barreto • Nuelle Alves • Haysam Ali • Raphael Machado • Rodrigo Carril • Natália Inoue • Karine Dornelas • Flávia Armond • Dan Waineraich • Manoella Stoltz • Victor Hugo Aviz | 20    |

## Audiência
Os dados são providos pelo IBOPE e se referem ao público da Grande São Paulo.
| Temporada | Estreia | Final | Maior Audiência | Menor Audiência | Média geral |
| --------- | ------- | ----- | --------------- | --------------- | ----------- |
| 1.ª       | 16      | 21    | 21              | 7               | 14          |
| 2.ª       | 18      | 19    | 19              | 3               | 9           |
| 3.ª       | 20      | 17    | 20              | 10              | 14          |
| 4.ª       | 16      | 15    | 16              | 8               | 11          |
| 5.ª       | 17      | 18    | 18              | 6               | 11          |
| 6.ª       | 15      | 12    | 16              | 6               | 9           |
| 7.ª       | 12      | 11    | 12              | 5               | 9           |
| 8.ª       | 13      | 12    | 13              | 5               | 9           |
| 9.ª       | 10      | 12    | 12              | 4               | 9           |
| 10.ª      | 10      | 13    | 13              | 6               | 10          |
| 11.ª      | 9,7     | 9     | 10              | 5               | 8           |
| 12.ª      | 14      | 17    | 18              | 6               | 13          |
| 13.ª      | 12      | 13    | 13              | 6               | 9           |
| 14.ª      | 8,5     | 10    | 10              | 3               | 7           |
| 15.ª      | 5,3     | 9     | 9               | 4               | 6           |
| 16.ª      | 6,8     | 7     | 7               | 4               | 6           |

## Prêmios e indicações
| Ano  | Prêmio                       | Categoria                            | Indicado                     | Resultado | Ref.   |
| ---- | ---------------------------- | ------------------------------------ | ---------------------------- | --------- | ------ |
| 2017 | Troféu UOL TV e Famosos      | Melhor Reality Show                  | A Fazenda: Nova Chance       | Indicado  | [ 74 ] |
| 2017 | Troféu UOL TV e Famosos      | Melhor Reality Show: Opinião Crítica | A Fazenda: Nova Chance       | Indicado  | [ 74 ] |
| 2018 | Troféu UOL TV e Famosos      | Melhor Reality Show                  | A Fazenda 10: Mais Conectada | Venceu    | [ 75 ] |
| 2018 | Troféu UOL TV e Famosos      | Melhor Reality Show: Opinião Crítica | A Fazenda 10: Mais Conectada | Indicado  | [ 75 ] |
| 2018 | Troféu UOL TV e Famosos      | Melhor Apresentador                  | Marcos Mion                  | Venceu    | [ 75 ] |
| 2018 | Troféu UOL TV e Famosos      | Melhor Apresentador: Opinião Crítica | Marcos Mion                  | Venceu    | [ 75 ] |
| 2018 | Troféu UOL TV e Famosos      | Deu o Que Falar em 2018              | Nadja Pessoa                 | Venceu    | [ 75 ] |
| 2018 | Prêmio Contigoǃ Online 2018  | Melhor Reality Show                  | A Fazenda 10: Mais Conectada | Indicado  | [ 76 ] |
| 2018 | Prêmio Área VIP              | Melhor Reality Show ou Talent Show   | A Fazenda 10: Mais Conectada | Indicado  | [ 77 ] |
| 2018 | Prêmio Área VIP              | Melhor Apresentador de TV            | Marcos Mion                  | Venceu    | [ 77 ] |
| 2018 | Prêmio Área VIP              | Participante de Reality Show         | Nadja Pessoa                 | Venceu    | [ 77 ] |
| 2018 | Prêmio Área VIP              | Participante de Reality Show         | Rafael Ilha                  | Indicado  | [ 77 ] |
| 2018 | Prêmio F5                    | Melhor Reality                       | A Fazenda 10: Mais Conectada | Indicado  | [ 78 ] |
| 2019 | Prêmio Área VIP              | Melhor Reality Show ou Talent Show   | A Fazenda 11                 | Venceu    | [ 79 ] |
| 2019 | Prêmio Área VIP              | Melhor Apresentador de TV            | Marcos Mion                  | Indicado  | [ 79 ] |
| 2019 | Prêmio Área VIP              | Melhor Participante de Reality Show  | Andréa Nóbrega               | Indicado  | [ 79 ] |
| 2019 | Prêmio Área VIP              | Melhor Participante de Reality Show  | Diego Grossi                 | Indicado  | [ 79 ] |
| 2019 | Prêmio Área VIP              | Melhor Participante de Reality Show  | Hari Almeida                 | Indicado  | [ 79 ] |
| 2019 | Prêmio Área VIP              | Melhor Participante de Reality Show  | Lucas Viana                  | Venceu    | [ 79 ] |
| 2019 | Prêmio F5                    | Melhor Reality                       | A Fazenda 11                 | Indicado  | [ 80 ] |
| 2020 | Séries Em Cena Awards        | Melhor Reality Show                  | A Fazenda 11                 | Indicado  | [ 81 ] |
| 2020 | Séries Em Cena Awards        | Melhor Participante de Reality Show  | Lucas Viana                  | Indicado  | [ 81 ] |
| 2020 | MTV Millennial Awards Brasil | Melhor Participante de Reality       | Bifão                        | Indicado  | [ 82 ] |
| 2020 | Prêmio F5                    | Melhor Reality                       | A Fazenda 12                 | Indicado  | [ 83 ] |
| 2020 | Capricho Awards 2020         | Reality Show                         | A Fazenda 12                 | Indicado  | [ 84 ] |
| 2020 | Splash Awards                | Melhor Apresentador de Reality Show  | Marcos Mion                  | Venceu    | [ 85 ] |
| 2020 | Splash Awards                | Melhor Participante de Reality Show  | Jojo Todynho                 | Indicado  | [ 85 ] |
| 2020 | Splash Awards                | Melhor Participante de Reality Show  | Lucas Maciel                 | Indicado  | [ 85 ] |
| 2020 | Splash Awards                | Melhor Participante de Reality Show  | Raissa Barbosa               | Venceu    | [ 85 ] |
| 2020 | Prêmio Contigo! Online 2020  | Melhor Reality Show                  | A Fazenda 12                 | Indicado  | [ 86 ] |
| 2020 | Prêmio APCA de Televisão     | Melhor programa                      | A Fazenda 12                 | Indicado  | [ 87 ] |
| 2020 | Prêmio Área VIP              | Melhor Reality Show ou Talent Show   | A Fazenda 12                 | Indicado  | [ 88 ] |
| 2020 | Prêmio Área VIP              | Melhor Apresentador                  | Marcos Mion                  | Venceu    | [ 88 ] |
| 2020 | Prêmio Área VIP              | Melhor Participante de Reality Show  | Biel                         | Venceu    | [ 88 ] |
| 2020 | Prêmio Área VIP              | Melhor Participante de Reality Show  | Jojo Todynho                 | Indicado  | [ 88 ] |
| 2020 | Melhores do Ano NaTelinha    | Melhor Reality Show                  | A Fazenda 12                 | Indicado  | [ 89 ] |
| 2021 | Troféu Internet              | Melhor Reality Show                  | A Fazenda 12                 | Pendente  | [ 90 ] |
| 2021 | Troféu Internet              | Melhor Apresentador                  | Marcos Mion                  | Pendente  | [ 90 ] |
| 2021 | Prêmio POP Mais              | Melhor Participante de Reality       | Bil Araújo                   | Indicado  | [ 91 ] |
| 2021 | Prêmio POP Mais              | Melhor Participante de Reality       | Dayane Mello                 | Venceu    | [ 91 ] |
| 2022 | SEC Awards                   | Estrela em Reality Show              | Dayane Mello                 | Pendente  | [ 92 ] |
| 2022 | SEC Awards                   | Estrela em Reality Show              | Rico Melquiades              | Pendente  | [ 92 ] |
| 2022 | SEC Awards                   | Destaque em TV                       | Adriane Galisteu             | Pendente  | [ 92 ] |

## Equipe

### Instrutores
Os instrutores são responsáveis por ensinar os peões a tratar dos bichos e das plantações, além de fazer a manutenção geral da fazenda.
| Fernanda Manelli | Zootecnista |  |  |  |  |  |  |  |  |  |  |  |  |  |  |  |  |
| Clébis Ribeiro   | Caseiro     |  |  |  |  |  |  |  |  |  |  |  |  |  |  |  |  |
| Juliano Piovezan | Agrônomo    |  |  |  |  |  |  |  |  |  |  |  |  |  |  |  |  |
| Diogo Barbieri   | Caseiro     |  |  |  |  |  |  |  |  |  |  |  |  |  |  |  |  |
| Victor Pupo      | Veterinário |  |  |  |  |  |  |  |  |  |  |  |  |  |  |  |  |

### Repórteres
Os repórteres são responsáveis por irem às ruas gravar matérias e entrevistas com o público, coletando opiniões e informações sobre quem as pessoas estavam torcendo. Além disso, também comandam diversas provas que valem prêmios e mostram os bastidores para as redes sociais do programa.
| Chris Couto     |
| Celso Cavallini |
| Juliana Camargo |
| Dani Duf        |
| Bruna Calmon    |
| Sheila Mello    |
| Flávia Viana    |
| Márcia Fu       |

## Programas relacionados
Durante a temporada corrente, A Fazenda exibe programas derivados e boletins, complementando a atração habitual do horário nobre da Record.
A Record, o portal R7 e o canal do YouTube de A Fazenda exibem as seguintes atrações durante a temporada:

### Live do Eliminado
Live do Eliminado é um talk show exibido exclusivamente para a internet desde a quarta temporada reality show, através do portal R7 e do YouTube, mostrando entrevista como os participantes eliminados de cada semana.
Felipe Vita apresentou entre 2011 e 2012. Entre 2013 e 2015, Gianne Albertoni assumiu o comando do programa, que em 2014 ela contou também com a apresentação de Carla Diaz. Em 2017 a youtuber Marcela Tavares assumiu a apresentação e em 2018, a campeã da nona temporada Flávia Viana.
Em 2019, na décima primeira edição, o reality expandiu seu conteúdo com a apresentação de Lucas Salles e os youtubers Tati Martins e Marcelo Carlos, do canal WebTVBrasileira, como comentaristas. Em 2020, Victor Sarro assumiu o programa ao lado de Dani Bavoso, que já vinha atuando como repórter.
Em 2021, Lidi Lisboa e Lucas Maciel foram anunciados como novos apresentadores. Em 2022, Lidi deixou o comando do programa por conta de outras questões contratuais com a Netflix. Uma das novidades a 16ª edição é o retorno de Márcia Fu, desta vez se unindo a Lucas Selfie nos conteúdos online da Fazenda.
| Nome             | Temporadas (Referente às do programa) | Temporadas (Referente às do programa) | Temporadas (Referente às do programa) | Temporadas (Referente às do programa) | Temporadas (Referente às do programa) | Temporadas (Referente às do programa) | Temporadas (Referente às do programa) | Temporadas (Referente às do programa) | Temporadas (Referente às do programa) | Temporadas (Referente às do programa) | Temporadas (Referente às do programa) | Temporadas (Referente às do programa) | Temporadas (Referente às do programa) |
| Nome             | 4                                     | 5                                     | 6                                     | 7                                     | 8                                     | 9                                     | 10                                    | 11                                    | 12                                    | 13                                    | 14                                    | 15                                    | 16                                    |
| Apresentadores   | Apresentadores                        | Apresentadores                        | Apresentadores                        | Apresentadores                        | Apresentadores                        | Apresentadores                        | Apresentadores                        | Apresentadores                        | Apresentadores                        | Apresentadores                        | Apresentadores                        | Apresentadores                        | Apresentadores                        |
| ---------------- | ------------------------------------- | ------------------------------------- | ------------------------------------- | ------------------------------------- | ------------------------------------- | ------------------------------------- | ------------------------------------- | ------------------------------------- | ------------------------------------- | ------------------------------------- | ------------------------------------- | ------------------------------------- | ------------------------------------- |
| Felipe Vita      |                                       |                                       |                                       |                                       |                                       |                                       |                                       |                                       |                                       |                                       |                                       |                                       |                                       |
| Gianne Albertoni |                                       |                                       |                                       |                                       |                                       |                                       |                                       |                                       |                                       |                                       |                                       |                                       |                                       |
| Carla Diaz       |                                       |                                       |                                       |                                       |                                       |                                       |                                       |                                       |                                       |                                       |                                       |                                       |                                       |
| Marcela Tavares  |                                       |                                       |                                       |                                       |                                       |                                       |                                       |                                       |                                       |                                       |                                       |                                       |                                       |
| Flávia Viana     |                                       |                                       |                                       |                                       |                                       |                                       |                                       |                                       |                                       |                                       |                                       |                                       |                                       |
| Lucas Salles     |                                       |                                       |                                       |                                       |                                       |                                       |                                       |                                       |                                       |                                       |                                       |                                       |                                       |
| Victor Sarro     |                                       |                                       |                                       |                                       |                                       |                                       |                                       |                                       |                                       |                                       |                                       |                                       |                                       |
| Lidi Lisboa      |                                       |                                       |                                       |                                       |                                       |                                       |                                       |                                       |                                       |                                       |                                       |                                       |                                       |
| Lucas Maciel     |                                       |                                       |                                       |                                       |                                       |                                       |                                       |                                       |                                       |                                       |                                       |                                       |                                       |
| Márcia Fu        |                                       |                                       |                                       |                                       |                                       |                                       |                                       |                                       |                                       |                                       |                                       |                                       |                                       |
| Comentaristas    |                                       |                                       |                                       |                                       |                                       |                                       |                                       |                                       |                                       |                                       |                                       |                                       |                                       |
| Dani Bavoso      |                                       |                                       |                                       |                                       |                                       |                                       |                                       |                                       |                                       |                                       |                                       |                                       |                                       |
| Tati Martins     |                                       |                                       |                                       |                                       |                                       |                                       |                                       |                                       |                                       |                                       |                                       |                                       |                                       |
| Marcelo Carlos   |                                       |                                       |                                       |                                       |                                       |                                       |                                       |                                       |                                       |                                       |                                       |                                       |                                       |

### Cabine de Descompressão
Em 2018 estreou a Cabine de Descompressão, exibida com exclusividade aos assinantes do srreaming RecordPlus, no qual é realizada uma entrevista com o eliminado da semana minutos após o ocorrido, mostrando vídeos do confinamento e falando sobre a reação do público nas redes sociais.
Entre 2018 e 2019 foi apresentada por Marcos Mion, também apresentador do programa, em 2020 por Victor Sarro e thalles trouva e, desde 2021 por Lucas Maciel – em 2021 acompanhado por Lidi Lisboa e depois solo.

### Podcast
Em 15 de setembro de 2020 estreou o podcast do reality no YouTube e no Spotify, sob apresentação de Dani Bavoso, trazendo semanalmente convidados para discutir a eliminação e os acontecimentos marcantes da semana.

### A Fazenda News
Em 15 de setembro de 2021 estreou o talk show A Fazenda News, apresentado por Fabiana Oliveira na Record News ao vivo de segunda à sexta-feira às 0:15, logo após o encerramento do reality, repercutindo os acontecimentos do dia com dois convidados, entre ex-pões ou jornalistas que cobrem televisão.

### Celeiro da Justiça
O Celeiro da Justiça é exibido no canal de A Fazenda no YouTube e vai ao ar todo sábado. Trata-se de um programa em que os eliminados de A Fazenda fazem parte de uma brincadeira, na qual são julgados por um tribunal fictício. O "Celeiro" se define como "um tribunal rural" para "o fim da impunidade na fazenda" e é apresentado por Lucas Selfie, que interpreta um juiz. O programa conta com diferentes personalidades da internet a cada episódio que agem como advogado de defensa e promotor do caso. Os famosos ajudam Lucas a julgar atitudes do peão eliminado no reality show.